# Eichstedt
Eichstedt (Altmark) är en kommun och ort i Landkreis Stendal i förbundslandet Sachsen-Anhalt i Tyskland.
Kommunen bildades den 1 januari 2010 genom en sammanslagning av de tidigare kommunerna Baben, Eichstedt (Altmark), och Lindtorf i den nya kommunen Eichstedt (Altmark). Kommunen ingår i förvaltningsgemenskapen Arneburg-Goldbeck tillsammans med kommunerna Arneburg, Goldbeck, Hassel, Hohenberg-Krusemark, Iden, Rochau och Werben (Elbe).